# فريجوس
 فريجوس ، (بالفرنسية: Fréjus)‏، (نطق:fʁe.ʒys)، (الأوكيتانية: Frejús)، هي بلدية فرنسية في إقليم فار، في [[منطقة إقليم ألب كوت دازور]]، في جنوب شرق فرنسا.

## المناخ
يظهر الجدول التالي التغييرات المناخية على مدار السنة لفريجوس:
| البيانات المناخية لـفريجوس                                   | البيانات المناخية لـفريجوس | البيانات المناخية لـفريجوس | البيانات المناخية لـفريجوس | البيانات المناخية لـفريجوس | البيانات المناخية لـفريجوس | البيانات المناخية لـفريجوس | البيانات المناخية لـفريجوس | البيانات المناخية لـفريجوس | البيانات المناخية لـفريجوس | البيانات المناخية لـفريجوس | البيانات المناخية لـفريجوس | البيانات المناخية لـفريجوس | البيانات المناخية لـفريجوس |
| الشهر                                                        | يناير                      | فبراير                     | مارس                       | أبريل                      | مايو                       | يونيو                      | يوليو                      | أغسطس                      | سبتمبر                     | أكتوبر                     | نوفمبر                     | ديسمبر                     | المعدل السنوي              |
| ------------------------------------------------------------ | -------------------------- | -------------------------- | -------------------------- | -------------------------- | -------------------------- | -------------------------- | -------------------------- | -------------------------- | -------------------------- | -------------------------- | -------------------------- | -------------------------- | -------------------------- |
| الدرجة القصوى °م (°ف)                                        | 22.8 (73.0)                | 23.0 (73.4)                | 27.3 (81.1)                | 28.3 (82.9)                | 32.6 (90.7)                | 37.7 (99.9)                | 42.5 (108.5)               | 41.5 (106.7)               | 35.0 (95.0)                | 35.9 (96.6)                | 26.6 (79.9)                | 23.2 (73.8)                | 42.5 (108.5)               |
| متوسط درجة الحرارة الكبرى °م (°ف)                            | 13.1 (55.6)                | 13.8 (56.8)                | 16.1 (61.0)                | 18.0 (64.4)                | 22.0 (71.6)                | 25.7 (78.3)                | 28.8 (83.8)                | 28.9 (84.0)                | 25.5 (77.9)                | 21.3 (70.3)                | 16.7 (62.1)                | 13.5 (56.3)                | 20.3 (68.5)                |
| المتوسط اليومي °م (°ف)                                       | 8.2 (46.8)                 | 8.6 (47.5)                 | 10.8 (51.4)                | 13.0 (55.4)                | 17.0 (62.6)                | 20.6 (69.1)                | 23.3 (73.9)                | 23.4 (74.1)                | 20.2 (68.4)                | 16.6 (61.9)                | 12.0 (53.6)                | 8.9 (48.0)                 | 15.3 (59.5)                |
| متوسط درجة الحرارة الصغرى °م (°ف)                            | 3.3 (37.9)                 | 3.4 (38.1)                 | 5.6 (42.1)                 | 8.0 (46.4)                 | 11.9 (53.4)                | 15.4 (59.7)                | 17.9 (64.2)                | 18.0 (64.4)                | 14.8 (58.6)                | 11.8 (53.2)                | 7.3 (45.1)                 | 4.3 (39.7)                 | 10.2 (50.4)                |
| أدنى درجة حرارة °م (°ف)                                      | −9.0 (15.8)                | −12.0 (10.4)               | −8.6 (16.5)                | −1.8 (28.8)                | 1.1 (34.0)                 | 5.5 (41.9)                 | 7.5 (45.5)                 | 7.7 (45.9)                 | 4.5 (40.1)                 | 0.1 (32.2)                 | −3.3 (26.1)                | −7.0 (19.4)                | −12.0 (10.4)               |
| الهطول مم (إنش)                                              | 70.6 (2.78)                | 41.6 (1.64)                | 45.0 (1.77)                | 73.9 (2.91)                | 45.7 (1.80)                | 33.2 (1.31)                | 13.1 (0.52)                | 35.8 (1.41)                | 74.7 (2.94)                | 119.5 (4.70)               | 99.7 (3.93)                | 94.5 (3.72)                | 747.3 (29.42)              |
| متوسط أيام هطول الأمطار (≥ 1.0 mm)                           | 5.9                        | 4.8                        | 4.9                        | 7.2                        | 5.0                        | 3.6                        | 1.4                        | 2.4                        | 4.8                        | 7.4                        | 7.3                        | 6.5                        | 61.2                       |
| متوسط الأيام المثلجة                                         | 0.7                        | 0.4                        | 0.1                        | 0.0                        | 0.0                        | 0.0                        | 0.0                        | 0.0                        | 0.0                        | 0.0                        | 0.1                        | 0.2                        | 1.5                        |
| متوسط الرطوبة النسبية (%)                                    | 75                         | 73                         | 72                         | 73                         | 76                         | 75                         | 73                         | 74                         | 77                         | 78                         | 77                         | 76                         | 74.9                       |
| ساعات سطوع الشمس الشهرية                                     | 155.9                      | 166.6                      | 217.7                      | 220.7                      | 264.9                      | 311.1                      | 346.1                      | 313.4                      | 234.2                      | 171.9                      | 141.6                      | 121.2                      | 2٬665٫2                    |
| المصدر #1: Meteo France                                      |                            |                            |                            |                            |                            |                            |                            |                            |                            |                            |                            |                            |                            |
| المصدر #2: Infoclimat.fr (humidity and snowy days 1961–1990) |                            |                            |                            |                            |                            |                            |                            |                            |                            |                            |                            |                            |                            |

## توأمة
لفريجوس اتفاقيات توأمة مع كل من:
- فريدريكسبيورغ
- Bazeilles  [لغات أخرى]‏
- Dumbéa [الإنجليزية]‏
- Paola, Calabria [الإنجليزية]‏
- Pieve di Teco [الإنجليزية]‏
- طبرقة
- تريبرغ

## أعلام
- كيفن كونستانت
- أوزفالدو لوبيز
- قاي ديفيد
- نيياس جولياس أغريقولا
- جان بيار غرينير
- آنا موغلاليس
- ميشيل ارنو
- لاري كولينز
- خافيير كوروسين
- جان كلود بيومي